# メイソン・アンド・ハムリン

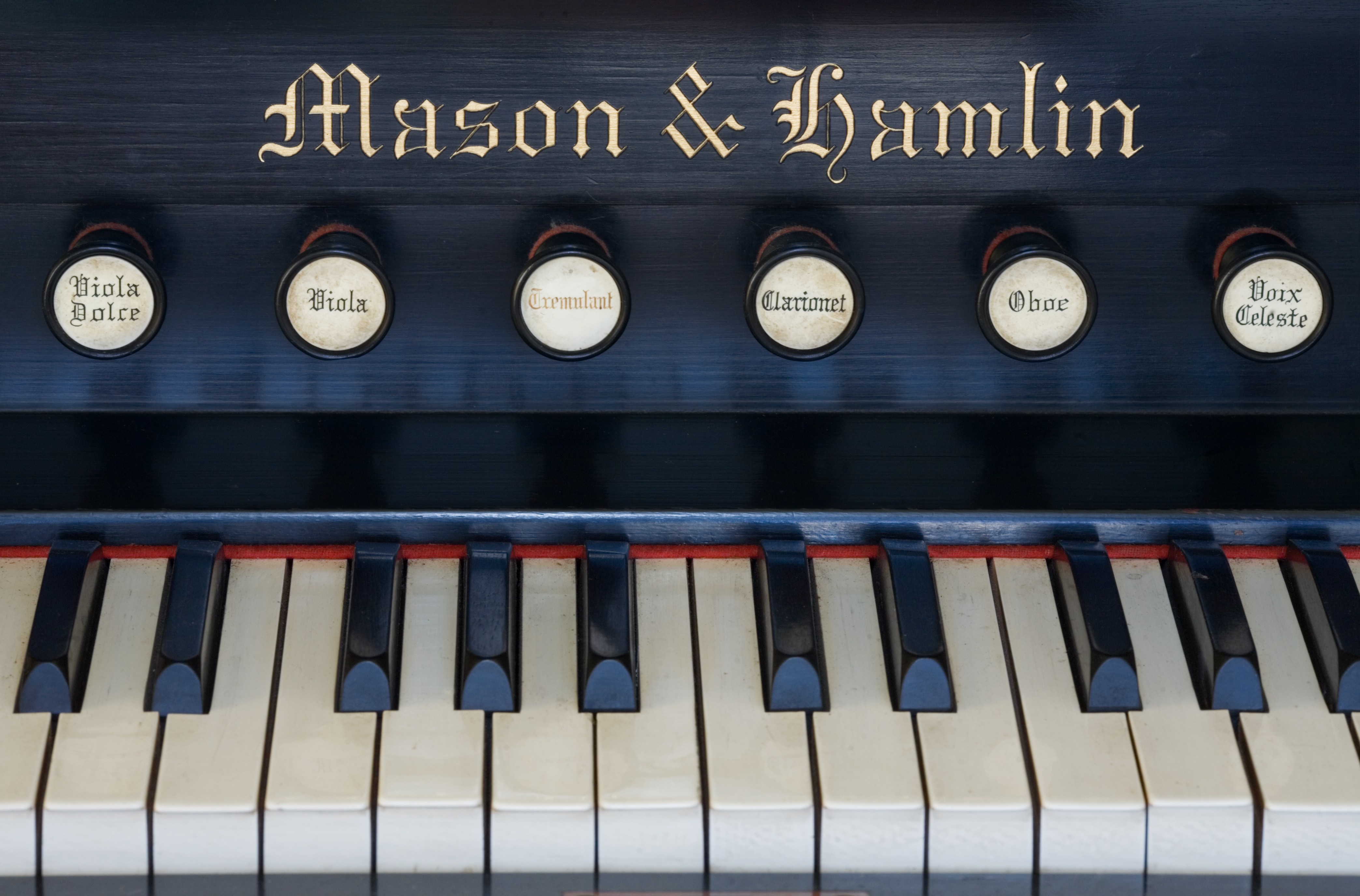
メイソン・アンド・ハムリンのハーモニウム

メイソン・アンド・ハムリン（Mason and Hamlin）は、アメリカ合衆国マサチューセッツ州ハヴァーヒルに本拠を置くピアノメーカーである。
1854年、ヘンリー・メイソンとエモンズ・アムランによりボストンに設立。オルガン製作が元であったが、1883年にピアノ製造を開始。ピアノのリムをテンションレゾネーターと呼ばれる金属棒で拘束することで強固な構造とし、リムの変形や響板の沈下が長期間にわたって少ないことが特徴である。米国ではスタインウェイに次ぐ高級ピアノと認識されているが、日本には輸入数が少なく知名度も充分ではない。
1901年企業としてエリオット・クレッソン・メダル受賞。1924年のセルゲイ・ラフマニノフの演奏による彼のピアノ協奏曲第2番の録音に使われた。